# Уилсон, Ричард Джин
Ричард Джин Уилсон (англ. Richard Gene Wilson; 19 августа 1931 — 21 октября 1950) — солдат армии США, медик, награждён посмертно медалью Почёта — высшей военной наградой США за свои действия в ходе Корейской войны, пытался спасти раненого солдата в ходе битвы за Ёнджу.

## Биография
Родился 19 августа 1931 года в Марионе, штат Иллинойс в семье Алберта и Элис Уилсон. У него были три брата: Норман, Норрис Дин и Рональд и три сестры: Розмари, Ширли и Джо Энн. В 1939 году семья перебралась в г. Кейп-Жирардо, штат Миссури, где он посещал школу Мэй Грин после чего пошёл в Централ хай-скул. Ричард был заядлым спортсменом и играл в американский футбол за школьную команду на позиции правого защитника. Закончив младший класс школы Уилсон оставил школу и 19 августа 1948 года на 17-й день рождения вступил в ряды армии.   
Перед самой отправкой в Корею 29 августа 1950 года Уилсон вступил в брак с Ивонной Леа Фоулер, его одноклассницей по Централ хай-скул. 
По прохождении базовой подготовки в Форт-Ноксе, штат Кентукки, Уилсон прибыл в Форт Сэм Хьюстон, штат Техас, где прошёл обучение на медика. Затем он в мае 1949 года окончил школу парашютного десанта в Форт-Беннинге и получил назначение медиком в 11-ю воздушно-десантную дивизию в Форт-Кэмпбелл, штат Кентукки. 
Служил в Корее в звании рядового первого класса в составе 187-го воздушно-десантного полка. 21 октября 1950 года был придан роте I. В этот день его отряд проводил разведку боем близ Опа-ри и попал в засаду. Уилсон выходил под вражеский огонь, чтобы оказывать помощь многим ранеными и при отступлении роты помогал эвакуировать раненых. После завершения отступления он узнал что солдат, которого сочли мёртвым и оставили на поле боя, пытается ползти к спасению. Безоружный Уилсон вопреки совету своих товарищей вернулся, чтобы спасти раненого. Спустя два дня, его тело было обнаружено рядом с телом солдата, которому он хотел помочь. За свои действия он был посмертно награждён медалью Почёта 2 августа 1951 года.     

## Память
В его честь были названы несколько военных зданий, включая спортивный зал на военной базе Канока близ г. Осака, Япония, также центр резерва армии в г. Марион, штат Иллинойс (в августе 2013 года он был перемещён в Карбондейл); учебная база в г. Форт Сэм Хьюстон, штат Техас (в 1986 году), объединённая военно-медицинская клиника в Форт-Леонард Вуд, штат Миссури; театр в Форт-Кэмпбелл, штат Кентукки; здание полицейского департамента (бывшее здание центра резерва армии) в г. Марион, штат Иллинойс в мае 2014 года; почтовый сортировочный центр в г.Кейп-Жирардо, штат Миссури, июнь 2004 г;  младшую школу в Форт-Беннинге, штат Джорджия, 2004 г. 
В 1967 по проекту Элоиз Энгл ему возвели памятники "America's Medical Soldiers, Sailors и Airmen in Peace and War" а также памятник в парке Cape County.   

## Наградная запись к медали Почёта
Рядовой первого класса Уилсон отличился благодаря выдающейся храбрости и отваге при выполнении и перевыполнении долга службы в бою. В качестве медика, приданного роте I, он сопровождал отряд в ходе разведки боем в холмистой местности близ Опа-ри. Когда основная часть роты втянулась в узкую долину, ограждённую с трёх сторон высокими холмами, противник накрыл её огнём из миномётов, автоматического и лёгкого стрелкового оружия. Рота понесла большие потери от плотного вражеского огня, выбираясь из засады. Рядовой первого класса Уилсон тотчас проследовал к раненым и стал оказывать им помощь, не замечая опасности для себя, постоянно выходя под вражеский огонь. Ротный командир приказал отступать, поскольку противник угрожал окружить и отрезать роту. При отступлении отряда рядовой Уилсон помогал раненым добраться до безопасности, он наблюдал, чтобы никого не оставили. После того как рота отступила он узнал что товарищ которого считали убитым движется и пытается ползти к безопасности. Невзирая на протесты своих товарищей, безоружный, перед лицом безжалостного противника рядовой первого класса Уилсон вернулся на опасную позицию в поисках своего товарища. Два дня спустя патруль обнаружил его лежащим рядом с человеком, к которому он вернулся, чтобы помочь. Он был подстрелен несколько раз, когда пытался прикрыть своим телом и оказать медицинскую помощь раненому. Своей величественной личной храбростью, непревзойденным мужеством и добровольным самопожертвованием  ради товарищей рядовой первого класса Уилсон заслужил несказанную славу для себя и поддержал уважаемые традиции военной службы.        
Оригинальный текст (англ.)
Pfc. Wilson distinguished himself by conspicuous gallantry and intrepidity above and beyond the call of duty in action. As medical aid man attached to Company I, he accompanied the unit during a reconnaissance in force through the hilly country near Opari. The main body of the company was passing through a narrow valley flanked on 3 sides by high hills when the enemy laid down a barrage of mortar, automatic-weapons and small-arms fire. The company suffered a large number of casualties from the intense hostile fire while fighting its way out of the ambush. Pfc. Wilson proceeded at once to move among the wounded and administered aid to them oblivious of the danger to himself, constantly exposing himself to hostile fire. The company commander ordered a withdrawal as the enemy threatened to encircle and isolate the company. As his unit withdrew Private Wilson assisted wounded men to safety and assured himself that none were left behind. After the company had pulled back he learned that a comrade previously thought dead had been seen to be moving and attempting to crawl to safety. Despite the protests of his comrades, unarmed and facing a merciless enemy, Pfc. Wilson returned to the dangerous position in search of his comrade. Two days later a patrol found him lying beside the man he returned to aid. He had been shot several times while trying to shield and administer aid to the wounded man. Pfc. Wilson's superb personal bravery, consummate courage and willing self-sacrifice for his comrades reflect untold glory upon himself and uphold the esteemed traditions of the military service
— 